# Гардбат
Гардбат — класичний стиль гри в настільний теніс, який існував до появи губчастої накладки у 1950-х роках. Основна відмінність між гардбатом і сучасним настільним тенісом полягає в ракетці, яка значною мірою впливає на динаміку та стратегію гри. У ракетках гардбату використовуються короткі зовнішні «шипи» без губки, що призводить до зменшення швидкості та обертання м'яча порівняно з ракетками, які мають губчасту накладку. Це призводить до повільніших ударів і більш стратегічної гри, на відміну від швидкісного, атакувального стилю з сильним топспіном, який домінує в сучасному настільному тенісі. Хоча старий термін «пінг-понг» часто використовується як синонім настільного тенісу загалом, гардбат іноді спеціально називають «пінг-понгом», щоб відрізнити його від сучасного «софт-бату» (тобто ракетки з губкою).
Останнім часом спостерігається відродження гардбату, зокрема щорічно в США проводяться національні чемпіонати. «Чемпіонат світу з пінг-понгу», турнір з настільного тенісу із використанням стандартизованих гардбатів, був організований компанією Matchroom Sports у палаці Александри у січні 2013 року. Перемогу здобув Максим Шмирьов.
Американець Марті Райзман став найстарішою людиною, яка коли-небудь вигравала відкритий національний турнір з ракеткових видів спорту, здобувши перемогу на Національному чемпіонаті США з гардбату у 1997 році у віці 67 років.

## Матеріали
Матеріали, які використовуються, є простими, оскільки вони складаються з ракетки (без карбону або інших волоконних матеріалів), на яку наклеюється гумове покриття з короткими шипами та без губки. Між покриттям і основою може бути тонкий шар тканини. Покриття на обох сторонах ракетки повинні бути однаковими, щоб не вводити в оману суперника, обертаючи ракетку. Виняток: гравець може вирішити не використовувати одну зі сторін ракетки. У цьому випадку, основу можна залишити голою, але торкатися м'яча цією стороною заборонено, інакше гравець автоматично втрачає очко.
Рукоятка може бути прикрашена додатковими елементами (маркетрі тощо).
Покриття не повинні бути відбивними, а також білого, жовтого чи помаранчевого кольору. Вони можуть бути різного або однакового кольору. Товщина покриття (без шипів) не повинна перевищувати 0,8 мм. Висота шипів — від 0,9 до 1,5 мм, ширина — від 1,3 до 2,2 мм. Щільність шипів становить від 25 до 50 на 10 см. Шипи повинні бути розташовані трикутною сіткою. Порожній простір між шипами не повинен перевищувати 33 % площі покриття або 125 % діаметра шипа. Співвідношення висоти до ширини шипа не повинно перевищувати 0,75. Шипи мають циліндричну форму в профіль і круглу зверху. Гума не повинна бути надто клейкою. Зокрема, м'яч не повинен прилипати, якщо спробувати підняти його покриттям, покладеним зверху.
По м'ячу потрібно бити тією стороною ракетки, на якій є шипи. Додавати будь-який матеріал зверху або між шипами категорично заборонено.
Основа повинна бути приклеєна до покриття стандартним клеєм або клейовим листом, але вони не повинні додавати відчутних ефектів ракетці. Дозволяється клей на основі каучуку. Клеї на основі силікону, що додають товщини, заборонені.
З жовтня 2005 року Американський комітет гардбату, що підпорядковується USATT (Американській федерації настільного тенісу), зобов'язав гравців на офіційних турнірах використовувати тільки покриття і ракетки з офіційного списку. Це зроблено для того, щоб використовувати найменш клейкі покриття, які відповідають «духу гардбату» — грі, що нагадує стиль 1930-х/40-х років, з дуже малою кількістю обертань.
В Європі з'являються дві тенденції: «класична», що ґрунтується на тому ж принципі, що й американський список дозволеного спорядження (наприклад, на турнірі в Глостері, Англія), і «сучасна», що дозволяє всі короткошипові покриття, а також напівдовгі (висотою менше 1,5 мм). Серія «гардбат» на міжнародному турнірі в Тегелі (Берлін) дозволяє навіть корок, наждачний папір і голу деревину.
Асоціація HEATT, яка популяризує гардбат в Англії, виступає за проведення турнірів, де всі грають з однією моделлю ракетки. Це вирівнює шанси гравців щодо спорядження. Так само діє і голландська асоціація WUTTO.

## Правила гри
Правила в основному такі ж, як і в настільному тенісі, за винятком деяких:
- Сети граються до 21 очка зі зміною подачі кожні 5 очок. Можна грати матчі до 3 або 5 виграних сетів.

- Немає обмеження часу на подачу. Між підкиданням м'яча і моментом удару при подачі, м'яч може бути прихований від суперника.

- Заборонено тупотіти ногою з метою відволікання або розваги суперника. Дозволяється в межах природного пересування гравця. Категорично заборонено тупотіти ногою під час подачі.

- Щодо одягу, дозволяються штани, сорочки, капелюхи та кепки.

- Гравець може змінювати ракетку між сетами.

Ці правила застосовуються в США (де досі грають м'ячами діаметром 38 мм, поки не закінчиться запас). У деяких європейських країнах, зокрема в Німеччині, існує тенденція грати за сучасними правилами настільного тенісу: сети по 11 очок, м'ячі 40 мм, прихована подача заборонена, тайм-аут тощо. По суті, застосовуються правила ITTF, за винятком, звичайно, правил щодо ракетки, які є специфічними для гардбату. Інші європейські країни обирають американські правила, зокрема список дозволених покриттів. Так відбувається, наприклад, на Hardbat Open у Червії (Італія). Інші використовують проміжні правила: у Франції все більше турнірів грають матчі до 3 виграних сетів по 21 очку (Дуе, Тессі, Геранд, Шалон-ан-Шампань), але дозволені всі короткошипові покриття без губки.